# Jensen 541S
Jensen 541S – sportowy samochód osobowy produkowany przez brytyjską firmę Jensen w latach 1960-1963. Dostępny jako 2-drzwiowe coupé. Następca modelu 541R. Do napędu używano silników R6 oraz V8. Moc przenoszona była na oś tylną poprzez 4-biegową automatyczną bądź 4-biegową manualną skrzynię biegów. Samochód został zastąpiony przez model CV8.

## Dane techniczne (R6 4.0)

### Silnik
- R6 4,0 l (3990 cm³), 2 zawory na cylinder, OHV
- Układ zasilania: trzy gaźniki
- Średnica cylindra × skok tłoka: 87,30 mm × 111,10 mm
- Stopień sprężania: 7,4:1
- Moc maksymalna: b/d
- Maksymalny moment obrotowy: b/d

### Osiągi

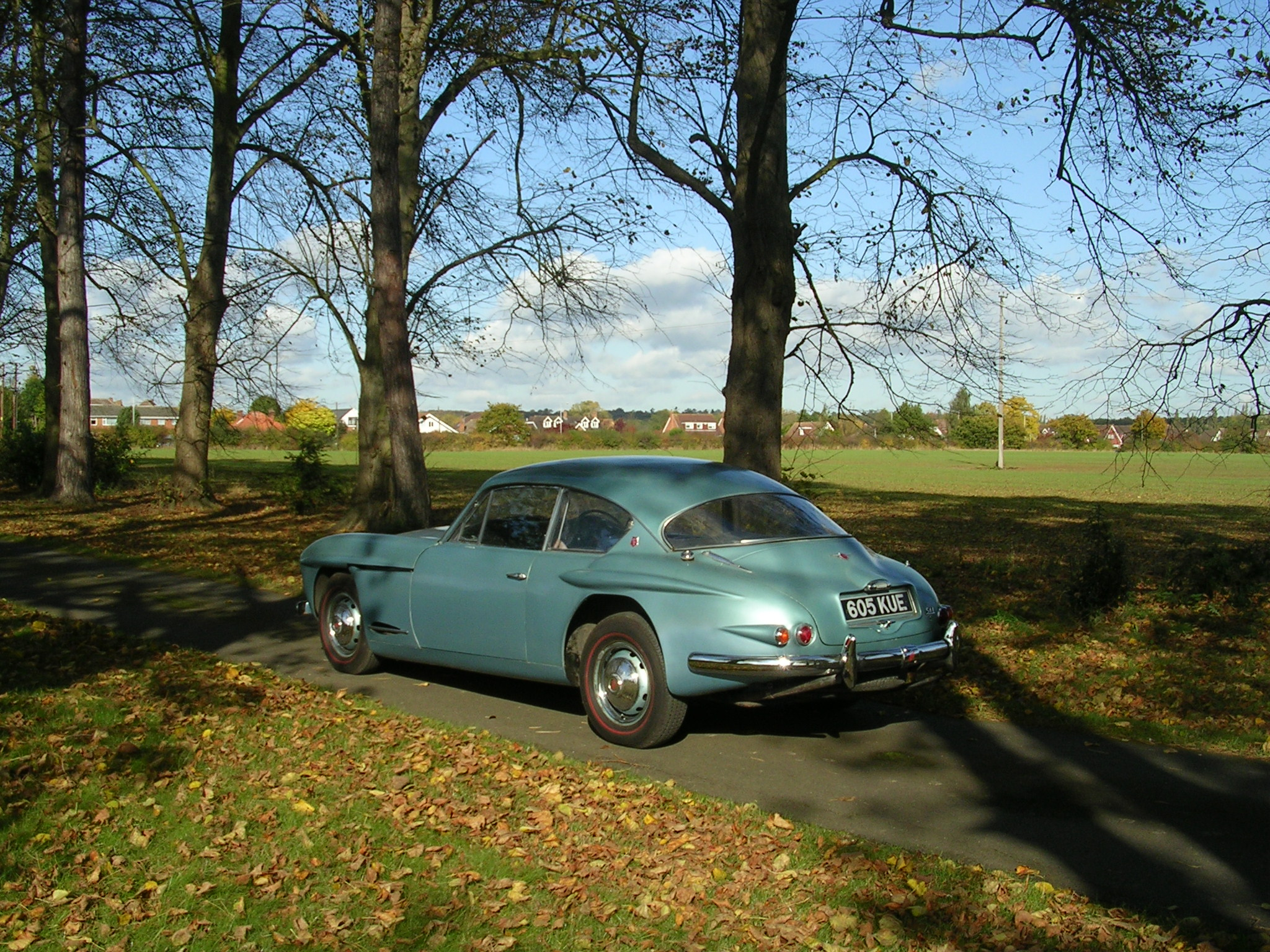
Jensen 541S - tył nadwozia

- Przyspieszenie 0-80 km/h: 9,2 s
- Prędkość maksymalna: 177 km/h